# Taiji Yamaga
Taiji Yamaga (Kyoto, 26 de juny de 1892 - Prefectura d'Ishikawa, 6 de desembre de 1970) va ser un anarquista, pacifista i esperantista japonès.

## Biografia

### Joventut
Taiji Yamaga era fill de Zembei Yamaga, fundador de la primera impremta de Kyoto. Taiji va aprendre l'ofici i en diversos moments de la seva vida es dedicarà a imprimir llibres anarquistes. Als 15 anys marxa a Tòquio i allà descobreix l'ideal anarquista, així com la llengua auxiliar internacional esperanto. En aquells temps, aquesta llengua estava molt estesa entre els revolucionaris japonesos. Així, també eren esperantistes el socialista Toshihiko Sakai i Sakae Ōsugi, una de les figures més destacades de l'anarquisme japonès. És precisament el seu amic Ōsugi qui l'introdueix en les idees àcrates.
El 1907 Taiji Yamaga era secretari de la Japana Esperanta-Asocio, que havia estat fundada per Ōsugi. El 1910, quan l'Estat japonès intenta erradicar l'anarquisme, és encara molt jove i no figura a la llista de militants buscats per la policia. Això li permet fugir de la repressió, primer a Canton i després a Pequín, Nankín i Xangai. Allà es converteix en col·laborador de l'anarcopacifista Shi Pho i del seu diari Ming Sing (La veu del Poble), que redactava bilingüe xinès/esperanto (La voĉo de la Popolo), encarregant-se Yamaga de la versió en la llengua internacional.

### Guerres mundials
Yamaga desaprovava, durant la Primera Guerra Mundial, les posicions bel·licistes del Manifest dels Setze, que donaven suport als països que lluitaven contra les potències de l'eix. Torna després al Japó, on viurà a casa de l'intel·lectual i també esperantista Ikki Kita. Allà coneix a la seva futura companya Mika, amb qui es casarà poc després. El 1927 marxa amb l'erudit Sanshiro Ishikawa a ensenyar a la Universitat del Treball de Xangai. La ciutat està llavors en plena efervescència revolucionària. Yamaga exerceix com a professor universitari d'esperanto i desplega una intensa activitat de militància anarquista. Així, manté contactes amb els germans Lu Chien Bo i Luonave KienTen (traductors de Kropotkin), Li Pei Kan i altres intel·lectuals i activistes llibertaris xinesos. Tanmateix, la presència de l'exèrcit d'ocupació japonès a la Xina l'impulsa a deixar el continent i marxa a les Filipines, on treballarà com a redactor a un diari japonès de Manila. Realitza llavors el primer diccionari tagàlog-japonès, en col·laboració amb un filipí d'origen espanyol, el professor Verzosa.

### Retorn al Japó
Un cop acabada la Segona Guerra Mundial torna al Japó, on pren part activa en el renaixement del moviment anarquista japonès i en particular en la creació, el 1946, de la Federació Anarquista Japonesa. Gràcies al seu coneixement de diversos idiomes, assumirà el Secretariat en les Relacions Internacionals. També serà secretari general de la Federació en successives ocasions i col·laborarà al diari anarquista Heimin Shimbun (que havia estat fundat per Kotoku i Toshihito Sakai, autors també de la primera traducció al japonès del Manifest Comunista de Marx el 1904). Yamaga s'ocupava de la secció en esperanto que s'enviava als destinataris internacionals.
Pacifista convençut, participarà activament a la Internacional de Resistents a la Guerra, entitat que agrupa a bona part dels objectors de consciència. Yamaga redactarà la versió en esperanto del diari de l'organització Mondcivitano (Ciutadà del món) i assisteix al seu desè congrés, que va tenir lloc a l'Índia el 1960. Allà coneix el pacifista i noviolent Vinoba Bhave, qui també era esperantista. Yamaga ja havia mostrat la seva influència gandhiana a defensar la resistència passiva i la desobediència civil el 1952 a un article a la revista de la CNT espanyola a l'exili.
Taiji Yamaga era un gran admirador de Lao Tsé i va escriure un llibre per difondre el pensament d'aquest autor, amb una completa introducció i moltes notes explicatives. Es tracta d'una traducció a l'esperanto de l'obra Daodejing. La primera versió la va publicar Yamaga el 1939 amb una edició de només cent exemplars; un segon intent culminaria amb una nova edició, corregida, el 1953. Finalment, l'edició final es va publicar l'any de 1957. A partir d'aquesta versió, l'anarquista català Eduardo Vivancos en farà una traducció al castellà. A la introducció d'aquesta obra, Yamaga nega la relació entre les idees de Lao Tsé i el corrent filosòfic conegut amb el nom genèric de taoisme.
Durant tota la seva vida Yamaga va mantenir correspondència amb anarquistes i revolucionaris d'arreu del món, com l'anacionalista Lanti, l'anarquista indi M.P.T. Acharya, l'antimilitarista Tony Smythe, el xinès Lu Chien Bo, el belga Marcel Dieu o el creador del passaport mundial Garry Davis. També va ser amic de Germinal Gracia, a qui va acollir tres mesos a casa seva el 1957. Yamaga havia col·laborat amb la revista Senŝtatano que redactava a l'exili Gracia, juntament amb Eduardo Vivancos. Era l'òrgan de la Federació Internacional de la Joventut Llibertaria. Gracia és també autor d'un llibre sobre les seves experiències a la Xina i al Japó que està basat en la figura de Yamaga.
Des de 1961 Taiji Yamaga va quedar paralitzat de mig cos a causa d'una apoplexia, però va seguir escrivint i compromès amb els seus ideals fins a la seva mort.

## Obres
- Daŭdeĝingo, traducció a l'esperanto de Daodejing, 1957.